# NGC 4424
NGC 4424 (również PGC 40809 lub UGC 7561) – galaktyka spiralna z poprzeczką (SBa), znajdująca się w gwiazdozbiorze Panny. Odkrył ją Heinrich Louis d’Arrest 27 lutego 1865 roku. Należy do Gromady w Pannie.
W galaktyce tej zaobserwowano dwie supernowe: SN 1895A i SN 2012cg.